# رتزوالیو
رتزوالیو (به ایتالیایی: Rezzoaglio) یک کومونه در ایتالیا است که در استان جنوا واقع شده‌است. رتزوالیو ۱۰۴٫۹ کیلومتر مربع مساحت و ۱٬۱۷۹ نفر جمعیت دارد و ۷۰۰ متر بالاتر از سطح دریا واقع شده‌است.